# Emil Bergman
Emil Bergman   (Gävle, 28 de juliol de 1908 - Estocolm, 13 d'abril de 1975) va ser un jugador d'hoquei sobre gel suec, que va competir durant les dècades de 1920 i 1930.
El 1928 va prendre part en els Jocs Olímpics de Sankt Moritz, on guanyà la medalla de plata en la competició d'hoquei sobre gel.
A nivell de clubs jugà al Nacka SK entre 1926 i 1934.